# Ducetia
Ducetia är ett släkte av insekter. Ducetia ingår i familjen vårtbitare.

## Bildgalleri

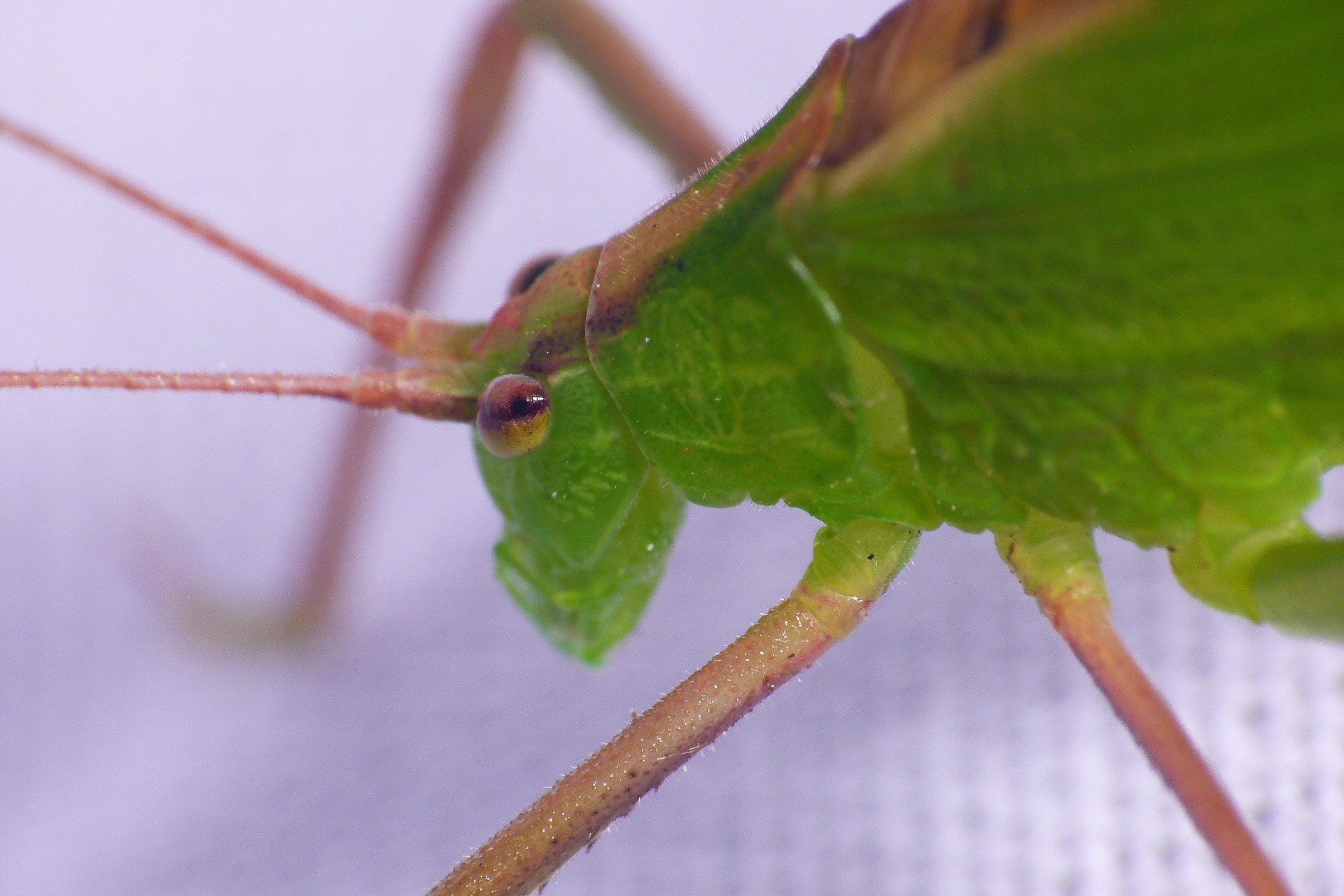
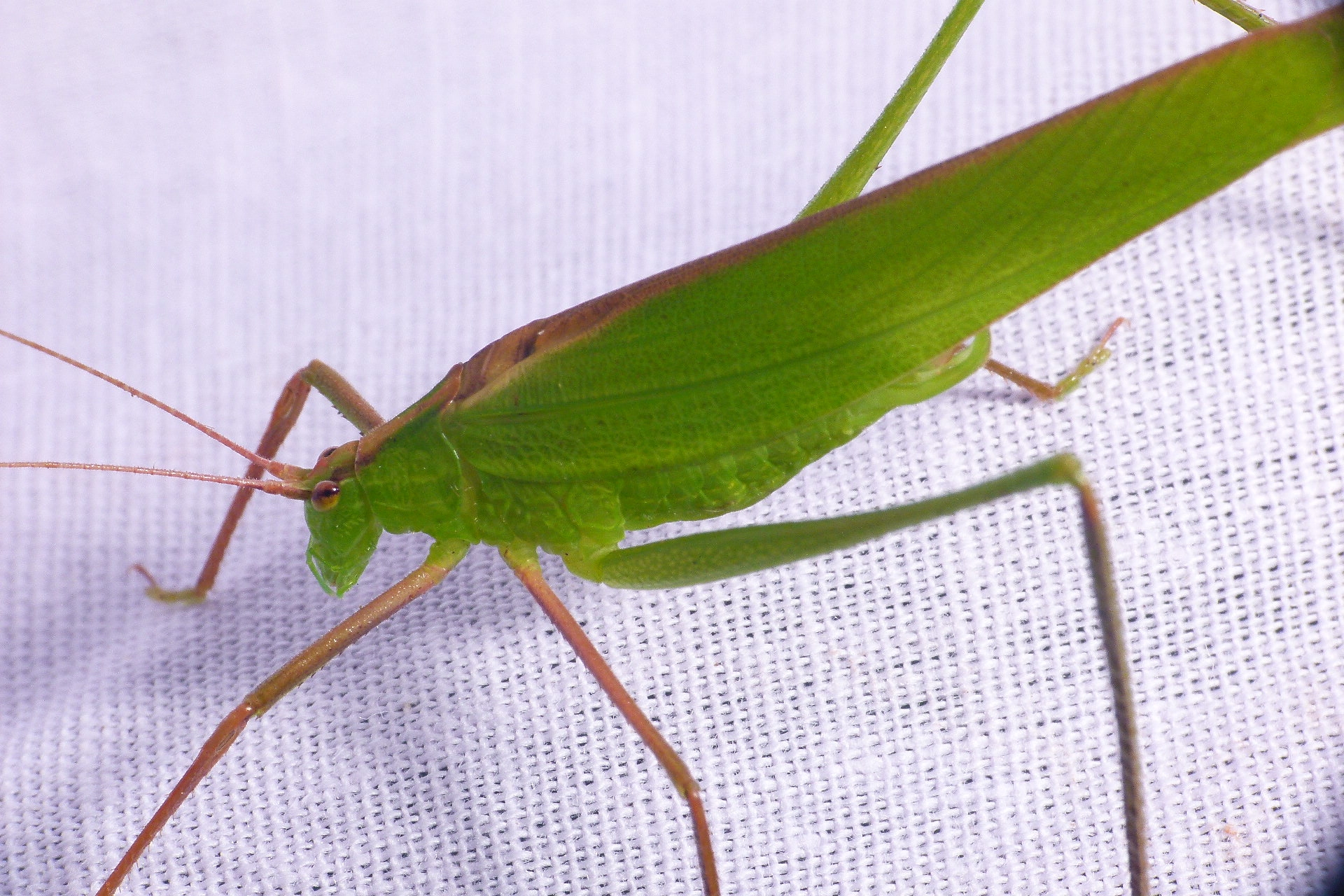
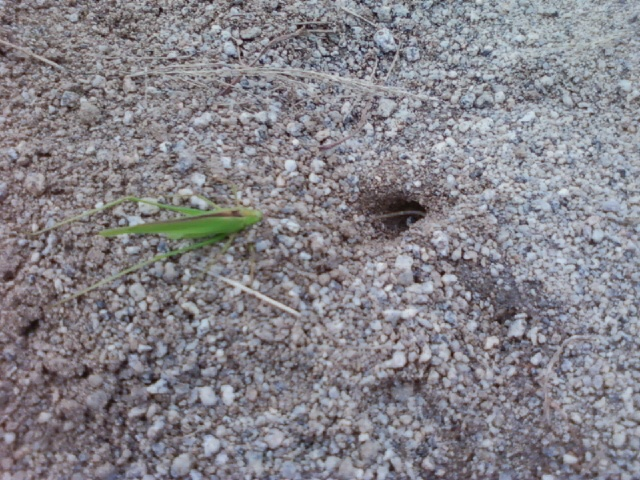
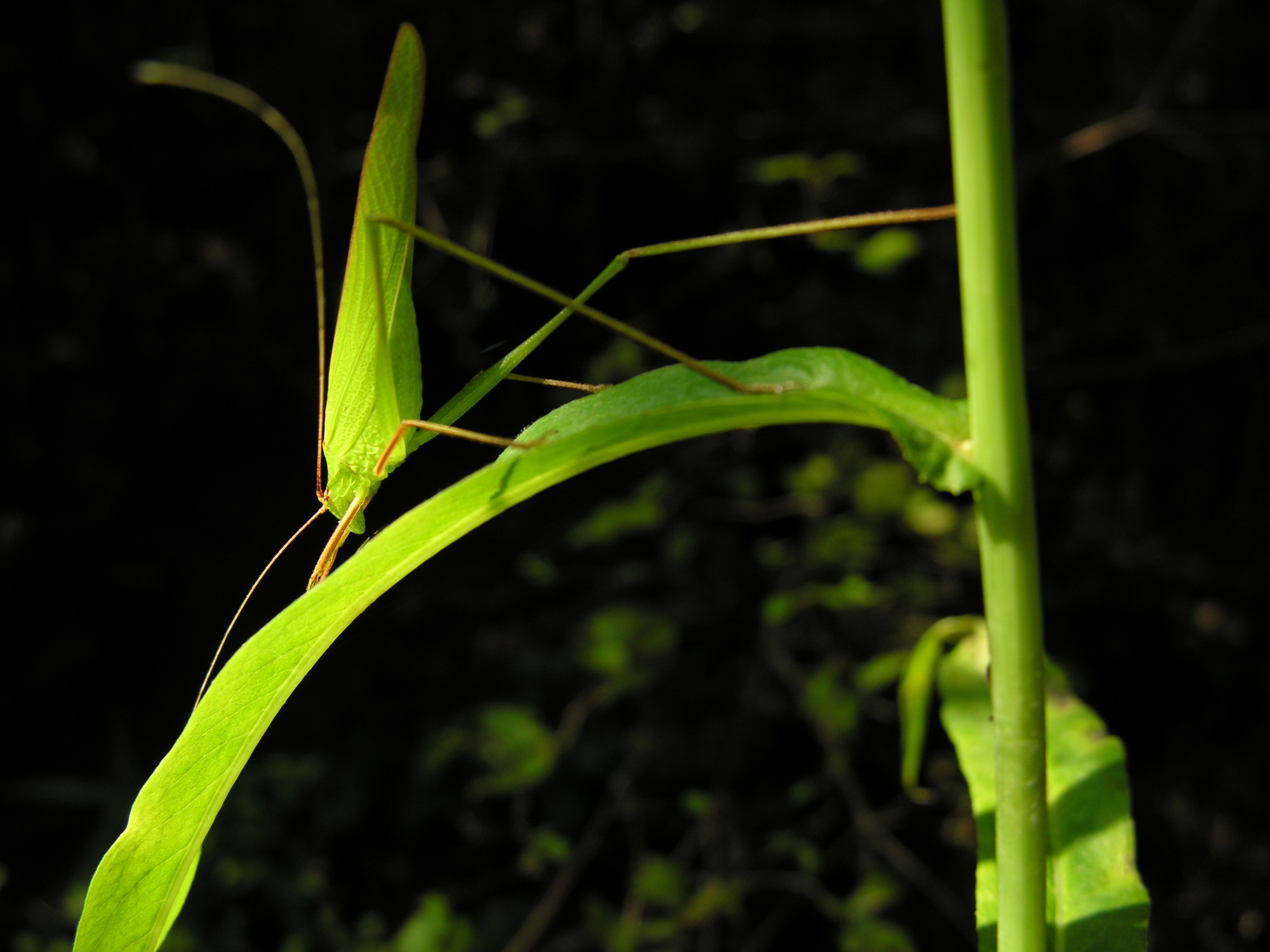
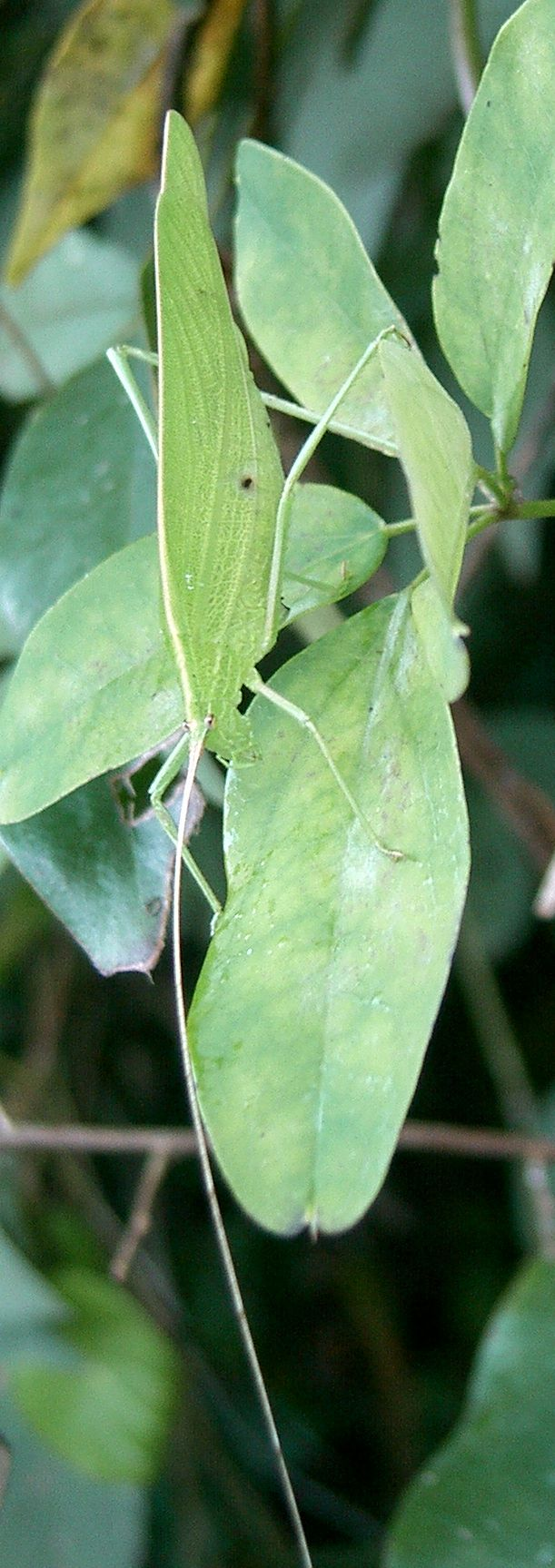
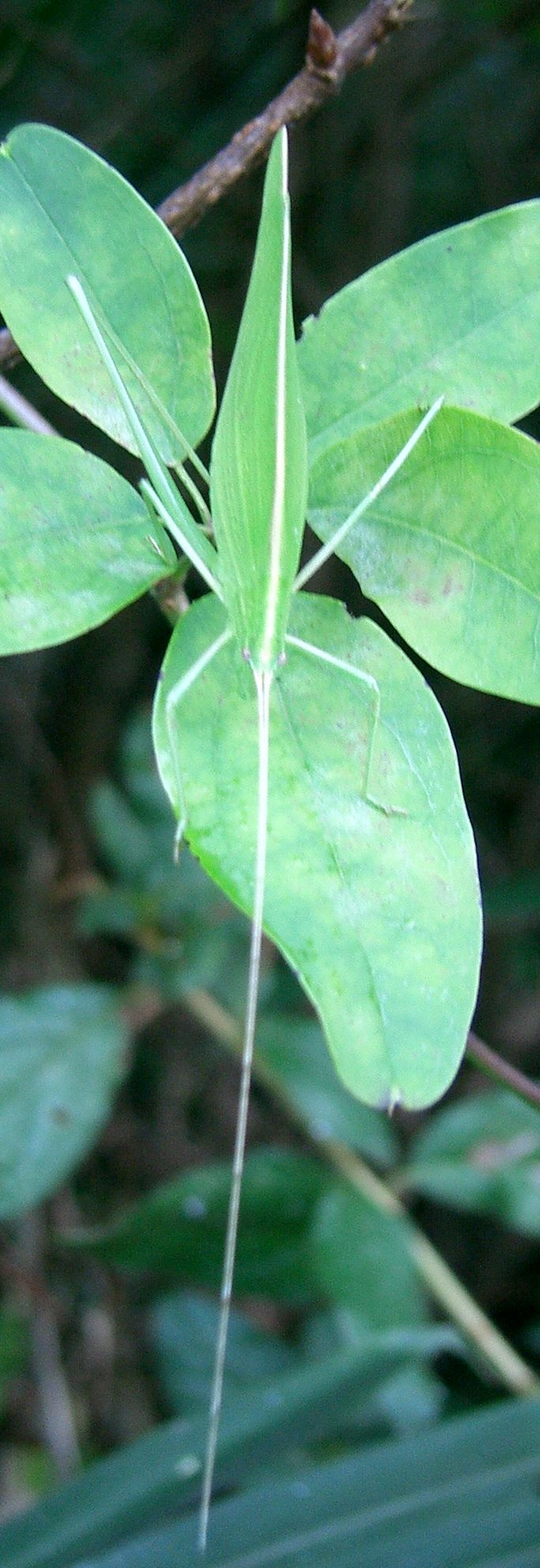

## Dottertaxa tillDucetia, i alfabetisk ordning[1]
- Ducetia attenuata
- Ducetia biramosa
- Ducetia boninensis
- Ducetia borealis
- Ducetia ceylanica
- Ducetia chelocerca
- Ducetia costata
- Ducetia crosskeyi
- Ducetia cruciata
- Ducetia crypteria
- Ducetia dichotoma
- Ducetia furcata
- Ducetia fuscopunctata
- Ducetia japonica
- Ducetia javanica
- Ducetia levatiala
- Ducetia loosi
- Ducetia macrocerca
- Ducetia maculosa
- Ducetia parva
- Ducetia punctata
- Ducetia punctipennis
- Ducetia ramulosa
- Ducetia ruspolii
- Ducetia sagitta
- Ducetia spatula
- Ducetia spina
- Ducetia strelkovi
- Ducetia triramosa
- Ducetia unzenensis
- Ducetia vitriala
- Ducetia zagulajevi
- Ducetia zhengi